# Alper Potuk
Alper Potuk (* 8. dubna 1991, Bolvadin, Afyonkarahisar, Turecko) je turecký fotbalový záložník a reprezentant. Od roku 2013 hraje v tureckém klubu Fenerbahçe.

## Klubová kariéra
V létě 2013 odešel z Eskişehirsporu do Fenerbahçe Istanbul, kde podepsal pětiletý kontrakt.

## Reprezentační kariéra
Alper Potuk nastupoval za turecké mládežnické výběry od kategorie do 19 let.
V A-týmu Turecka debutoval 29. 2. 2012 v Burse v přátelském zápase proti Slovensku (porážka 1:2).